# Nippon Life Insurance
Nippon Life Insurance este o companie japoneză de asigurări cu peste 66.400 de angajați.